# Huangzhou (Huanggang)
Huangzhou (chiń. upr. 黄州区; chiń. trad. 黃州區; pinyin Huángzhōu Qū) – dzielnica w zachodniej części prefektury miejskiej Huanggang w prowincji Hubei w Chińskiej Republice Ludowej. Według danych z 2010 roku, liczba mieszkańców dzielnicy wynosiła 366769.